# National Defense University
L'Université de la Défense nationale des États-Unis (en anglais : National Defense University, NDU) est une institution d'études supérieures financée par département de la Défense des États-Unis qui vise à faciliter l'entraînement de haut niveau, l'éducation et le développement de stratégie de sécurité nationale. Elle est affrétée par le Joint Chiefs of Staff, avec l'amiral-adjoint Fritz Roegge (en) comme président en 2018. Elle est située sur les terrains de Fort Lesley J. McNair à Washington.

« La mission de l'université est de soutenir les combattants de toutes les armes en proposant une éducation militaire rigoureuse aux membres de l'armée américaine et aux civils d'élite provenant d'agences associées dans le but de développer des meneurs qui auront les compétences d'opérer et de penser de façon créative dans un monde imprévisible et complexe,. »

### Citations originales
1. ↑  (en) « The university's mission is to support the joint warfighter by providing rigorous Joint Professional Military Education (en) to members of the U.S. Armed Forces and select interagency civilians in order to develop leaders that have the ability to operate and creatively think in an unpredictable and complex world. »